# Jarovit
Jarovit o Jarowit è il dio della guerra e della primavera nella mitologia slava. 
Secondo lo storico Herbord, Jarovit rappresenta l'equivalente del dio Marte nella mitologia romana e del dio Ares nella mitologia greca. Il suo nome deriva dall'aggettivo jaru (forte, potente, veloce), comune anche al dio Jarylo. Il legame tra queste due figure è molto stretto. È probabile che inizialmente costituissero una sola divinità, ma col tempo Jarovit iniziò ad incarnare gli aspetti distruttivi e guerrieri di Jarylo, finendo per venire considerato e onorato come un dio a sé stante.
L'attributo di Jarovit è lo scudo.
Le cronache riportano che nel 1128 il vescovo Ottone ordinò la distruzione di un suo tempio a Wolgast. Al suo interno si trovava solamente uno scudo di enormi dimensioni. Per paura della folla radunata all'esterno, gli emissari del vescovo uscirono dal tempio nascosti proprio sotto questo scudo, fatto che venne interpretato dai fedeli come apparizione del dio. 
Il suo culto era particolarmente diffuso tra gli slavi del mar Baltico.